# Seznam největších říší světa
Seznam největších říší (států) světa v celé jeho historii. Pořadí je podle jejich rozlohy (nad 1 milion km²).

## Britské impérium(British Empire)
- 36 600 000 km² (1921)
- 485 000 000 obyvatel (1921)

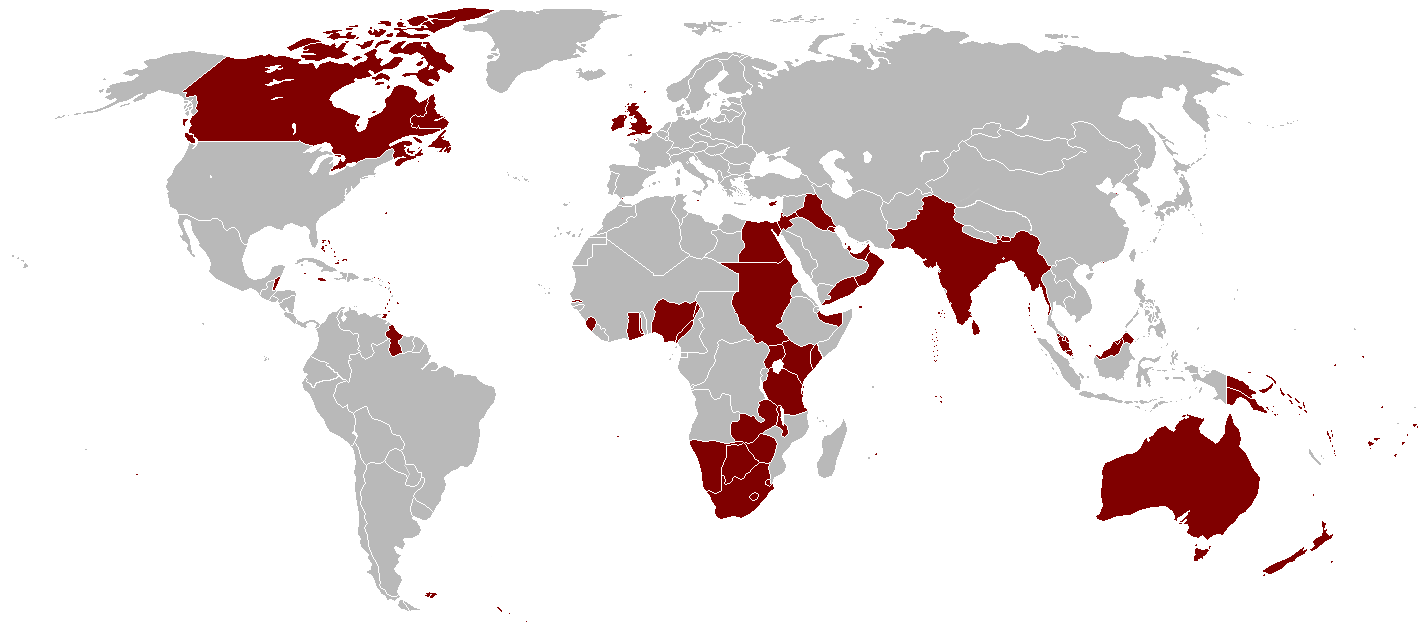
Britské impérium v roce 1921

- Jiří V. (1865–1936) – král Spojeného království a britských dominií a císař Indie

## Mongolská říše(Монголын Эзэнт Гүрэн)

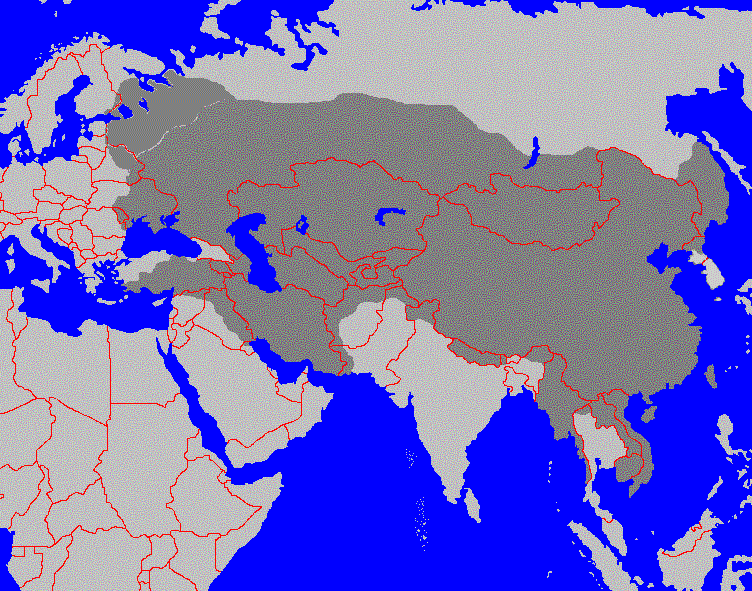
Mongolská říše za vlády Kublaj-chána

- 33 000 000 km² (1279)
- 100 000 000 (1279)
- Kublaj (1215–1294) – velký chán

## Španělské impérium(Monarquía Española)
- 31 500 000 km² (1580–1640)
- 31 000 000 obyvatel (1580–1640)

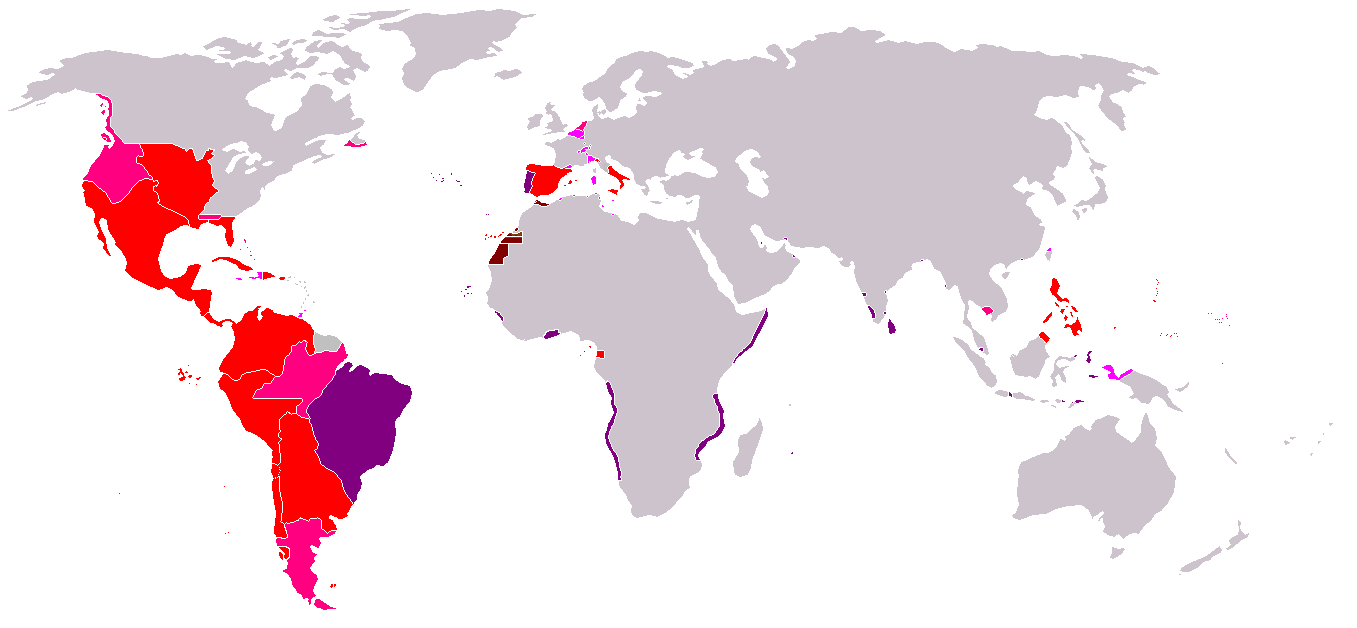
Španělské impérium v roce 1580–1975

- Filip II. Španělský (1556–1598) – španělský král

## Ruské impérium(Российская империя)
- 23 700 000 km² (1866)
- 181 537 800 obyvatel (1916)

Ruské impérium v roce 1866

- Mikuláš II. Alexandrovič (1868–1917) – ruský car

## Svaz sovětských socialistických republik(Союз Советских Социалистических Республик)
- 22 402 220 km² (1991)
- 293 047 571 obyvatel (1991)

SSSR v roce 1991

- Michail Sergejevič Gorbačov (1985–1991) – generální tajemník KSSS, předseda prezidia Nejvyššího sovětu a prezident

## Ruská federace(Российская Федерация)

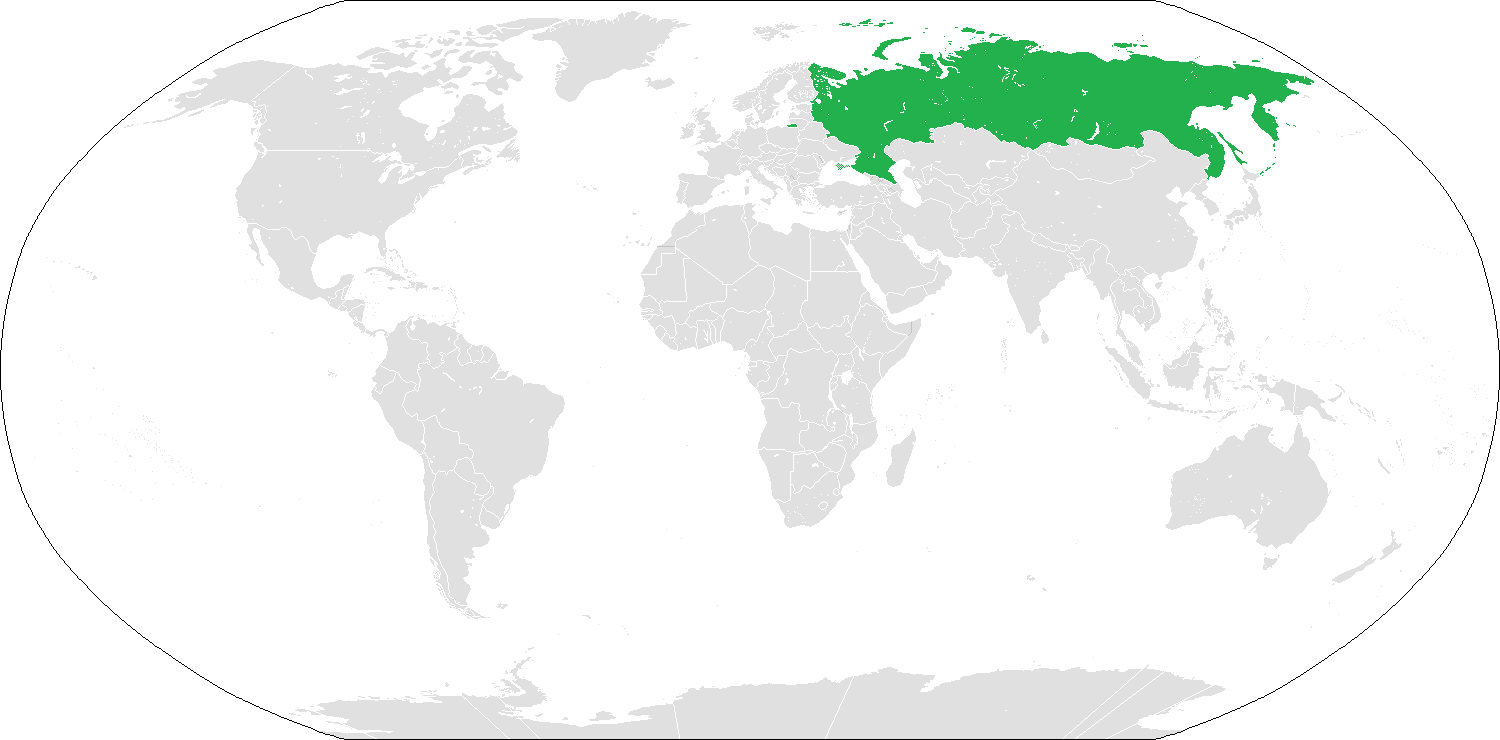
Ruská federace v roce 2009

- 17 075 400 km²
- 143 200 000 obyvatel (2012)
- Vladimir Putin (1952) – prezident

## Čínské císařství(中華帝國)
- 14 700 000 km² (1790)
- 383 100 000 obyvatel (1820)

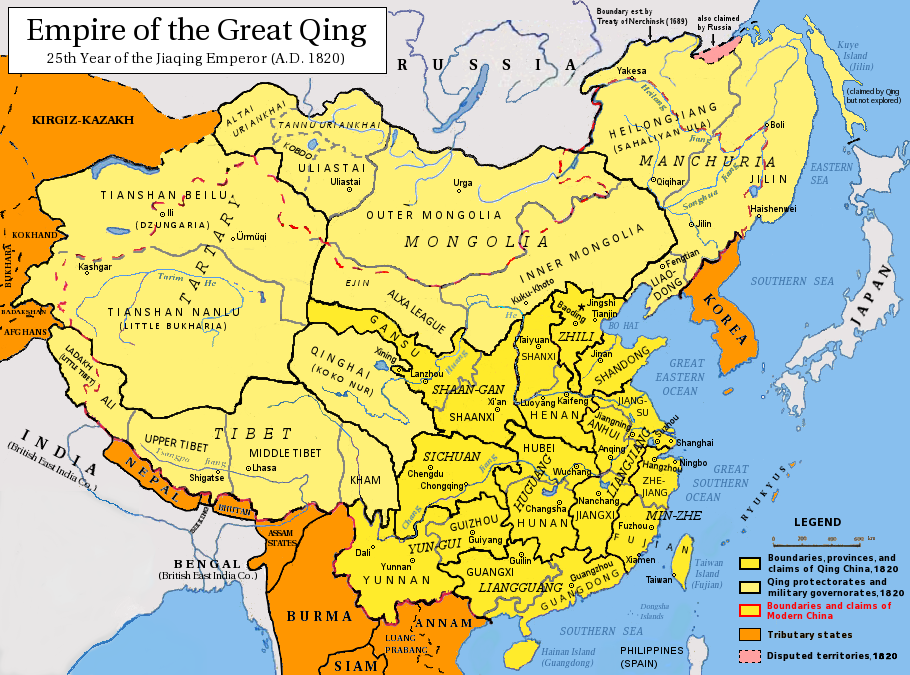
Čínské císařství v roce 1820

- Ťia-čching (1799–1820) – syn Nebes

## Umajjovský chalífát(بنو أمية)

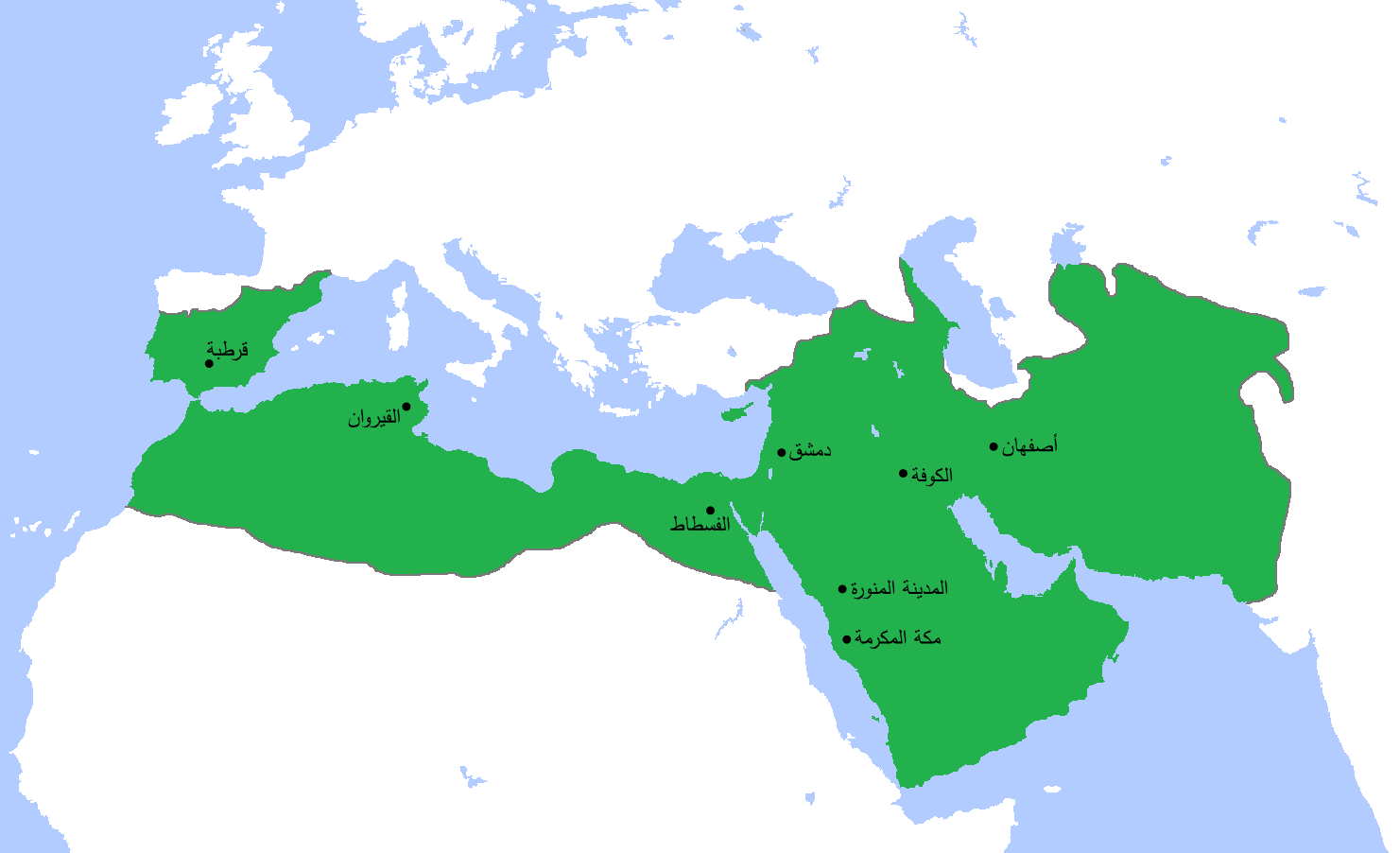
Umajjovský chalífát v roce 750

- 13 000 000 km² (750)
- 34 000 000 obyvatel
- Marván II. (744–750) – chalífa

## Kanada(Canada)
- 9 984 670 km²
- 32 547 200 obyvatel (2006)

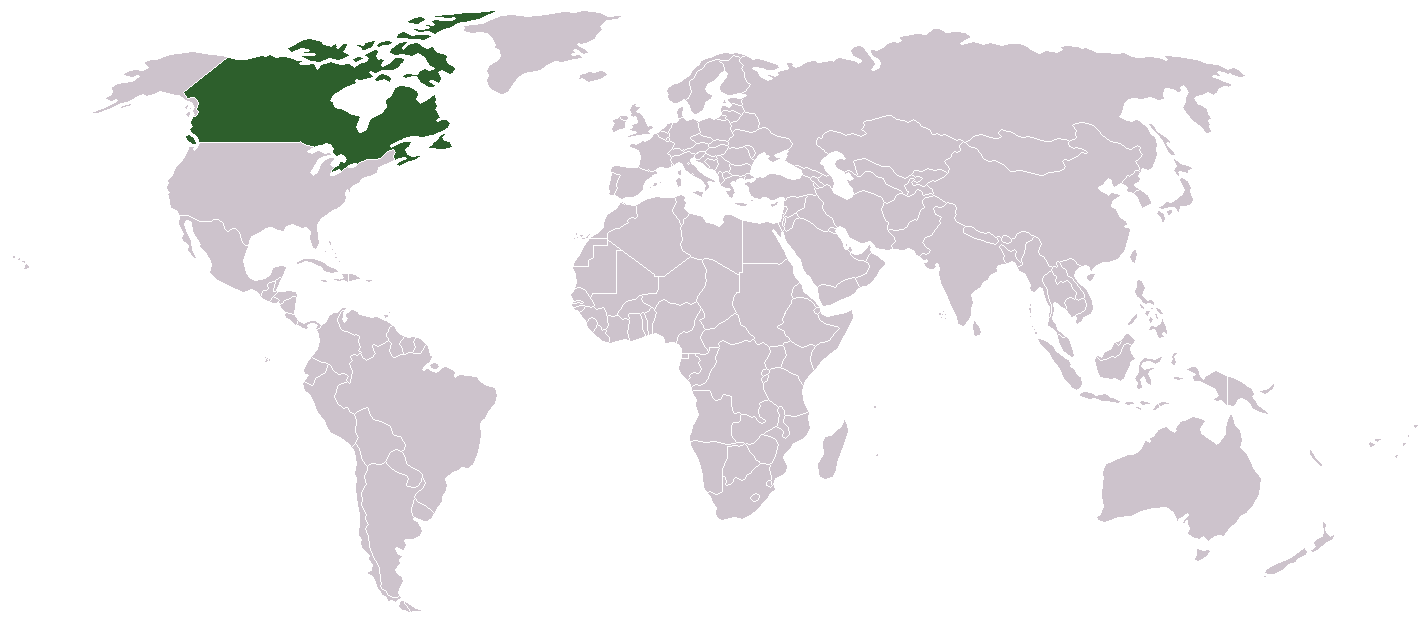
Kanada v roce 2009

- Mary Simon (1947) – generální guvernérka Kanady reprezentující krále Karla III.

## Spojené státy americké(United States of America)
- 9 833 517 km²
- 340 970 393 obyvatel (2024)

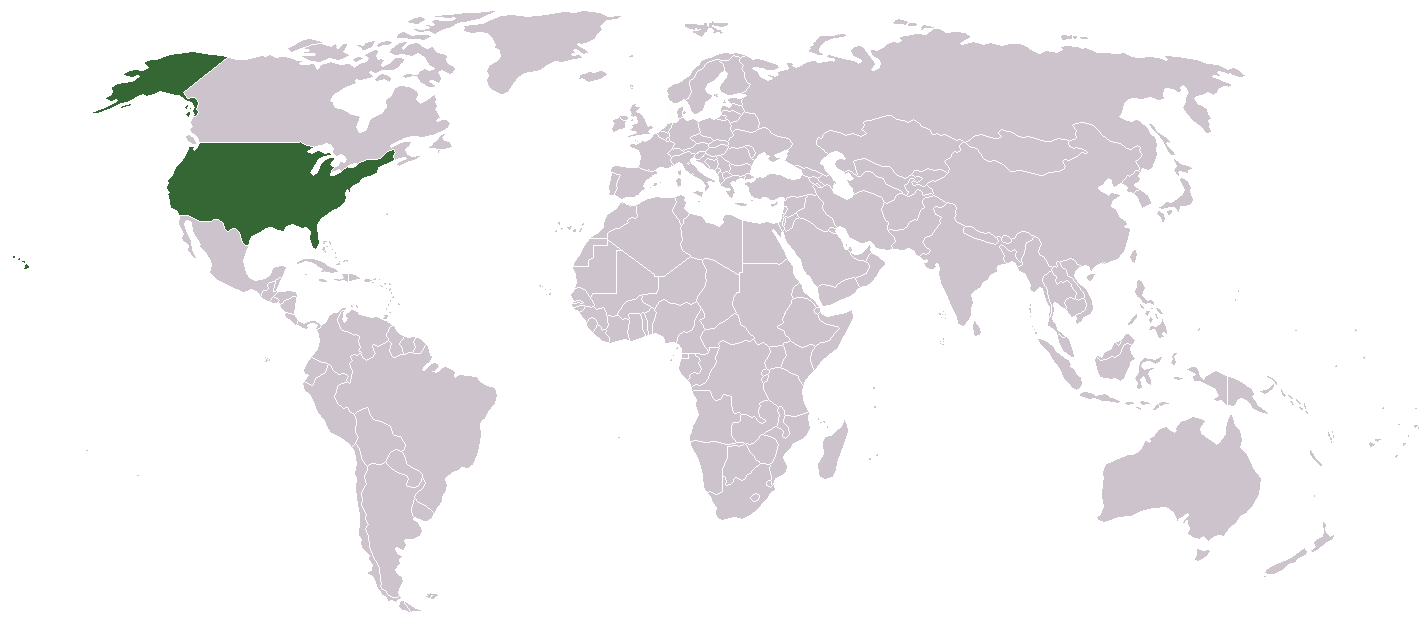
USA v roce 2009

- Donald Trump (1946) – prezident, šéf exekutivy federální vlády a vrchní velitel ozbrojených sil

## Čínská lidová republika(中华人民共和国)
- 9 596 960 km²
- 1 312 897 300 obyvatel (2006)

Čínská lidová republika v roce 2009

- Si Ťin-pching (1953) – prezident a generální tajemník Ústředního výboru Komunistické strany Číny

## Fátimovský chalífát(خلافة فاطمية)

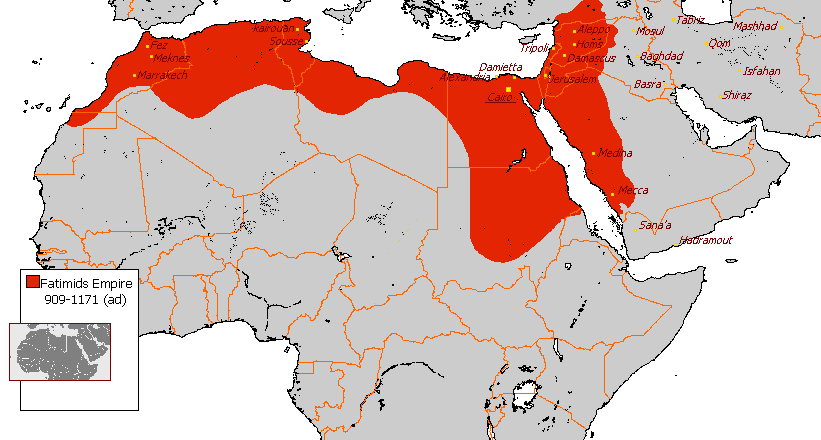
Fátimovský chalífát v letech 909–1171

- 9 000 000 km² (1050)
- 62 000 000 obyvatel
- al-Ádid (1149–1171) – chalífa

## Brazilská federativní republika(República Federativa do Brasil)
- 8 511 965 km²
- 191 908 598 obyvatel (2008)

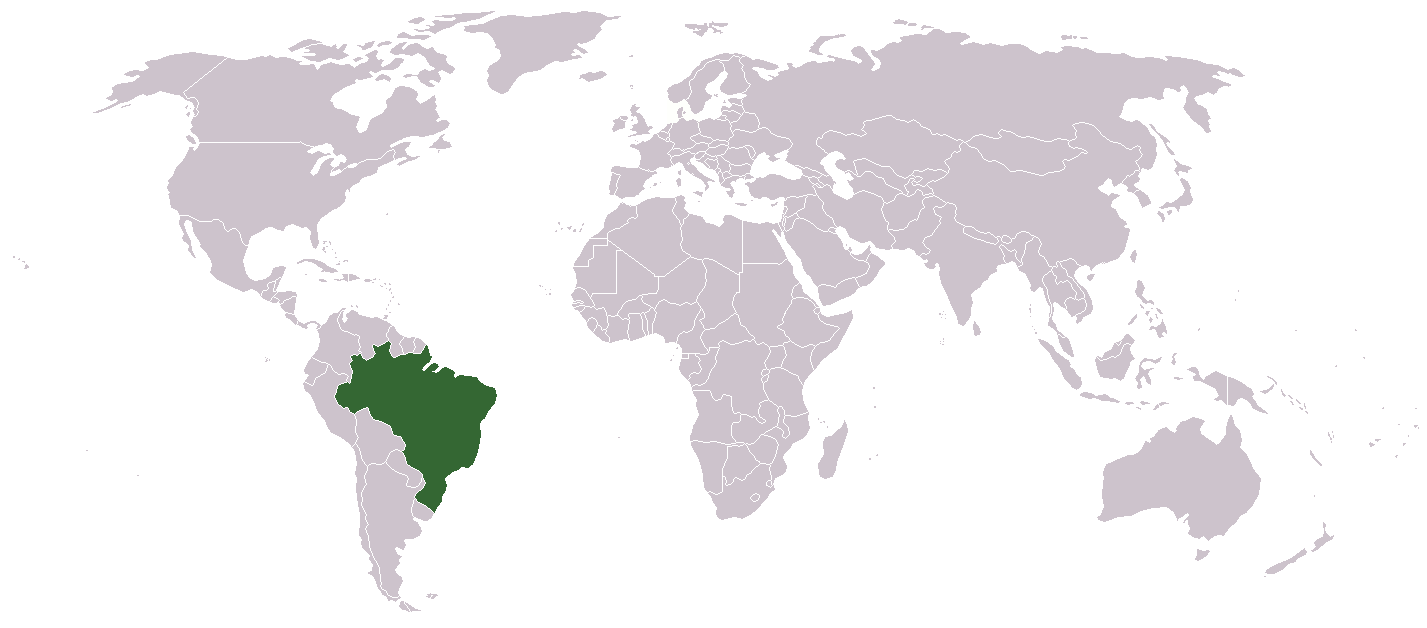
Brazílie v roce 2009

- Luiz Inácio Lula da Silva (1945) – prezident a vrchní velitel ozbrojených sil

## Australský svaz(Commonwealth of Australia)
- 7 747 400 km²
- 22 620 600 obyvatel (2011)

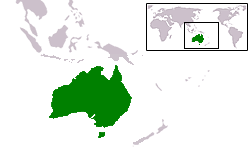
Austrálie v roce 2009

- Sam Mostyn (1965) – generální guvernérka Austrálie reprezentující krále Karla III.

## Perská říše(هخامنشیان)
- 7 500 000 km² (490 př. n. l.)
- 42 000 000 obyvatel

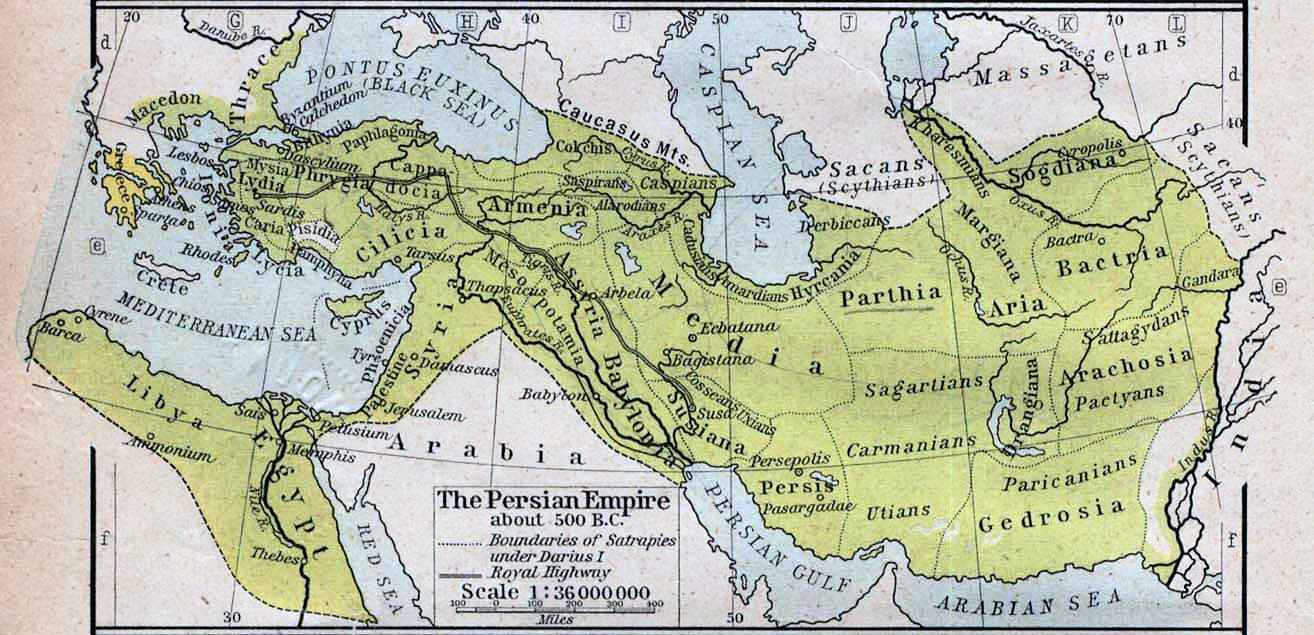
Perská říše v roce 500 př. n. l.

- Dareios I. (522/521–486 př. n. l.) – šáhanšáh

## Římská říše(Imperium Romanum)
- 5 600 000 km² (117)

Římská říše kolem roku 100

- Marcus Ulpius Traianus (53–117) – císař
- 90 milionů obyvatel za vlády císaře Trajána

## Osmanská říše(دولت عالیه عثمانیه)

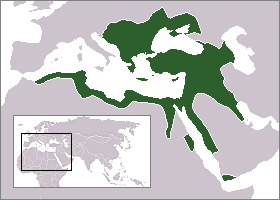
Osmanská říše v roce 1683

- 5 500 000 km² (1680)
- 35 350 000 obyvatel (1856)
- Mehmed III. – sultán

## Makedonské království(Μακεδονικό βασίλειο)
- 5 400 000 km² (330 př. n. l.)

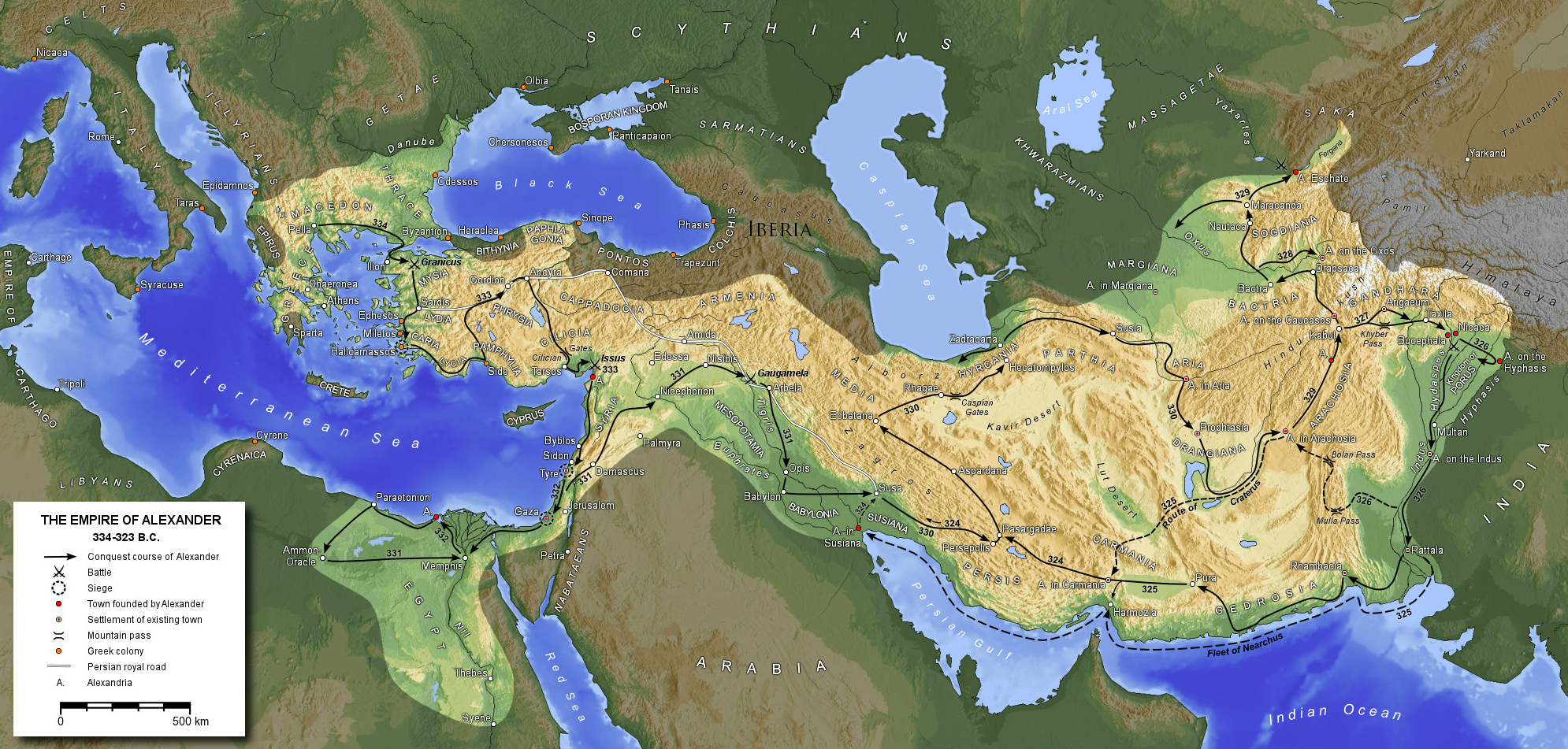
Makedonská říše v letech 334–323 př. n. l.

- Alexandros Philippou Makedonon (356 př. n. l. – 323 př. n. l.) – král

## Byzantská říše(Βασιλεία των Ρωμαίων)
- 4 500 000 km² (550)
- 34 000 000 obyvatel (300)

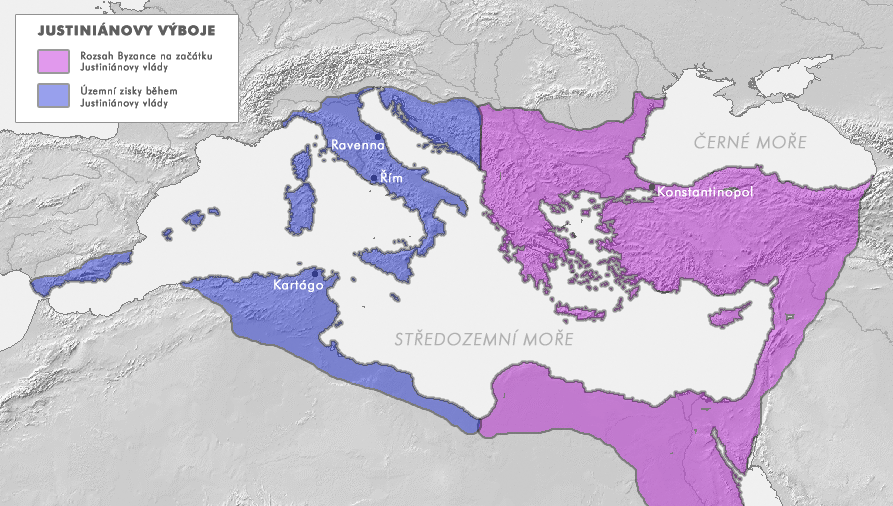
Byzantská říše za Justiniána I.

- Flavius Petrus Sabbatius Iustinianus (483–565) – císař

## Evropská unie
- 4 381 376 km²
- 507 742 653 (2013)
- Hlavní město: Brusel

Evropská unie v roce 2014

- Donald Tusk – předseda Evropské rady
- Jean-Claude Juncker – předseda Evropské komise

## Indická republika(भारत गणराज्य)
- 3 287 590 km²
- 1 210 000 000 (2011)

Indie v roce 2009

- Pranab Mukherdží (1935) – prezident a vrchní velitel ozbrojených sil

## Mughalská říše(شاهان مغول)

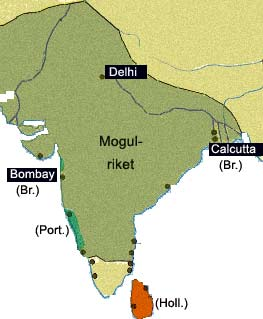
Mughalská říše v roce 1690

- 3 200 000 km²
- 120 000 000 obyvatel (1700)
- Aurangzeb (1618–1707) – sultán

## Argentinská republika(República Argentina)

Argentina v roce 2009

- 2 780 400 km²
- 40 091 359 obyvatel (2010)
- Javier Milei (1970) – prezident

## Republika Kazachstán(Қазақстан Республикасы)
- 2 717 300 km²
- 16 594 000 obyvatel (2011)

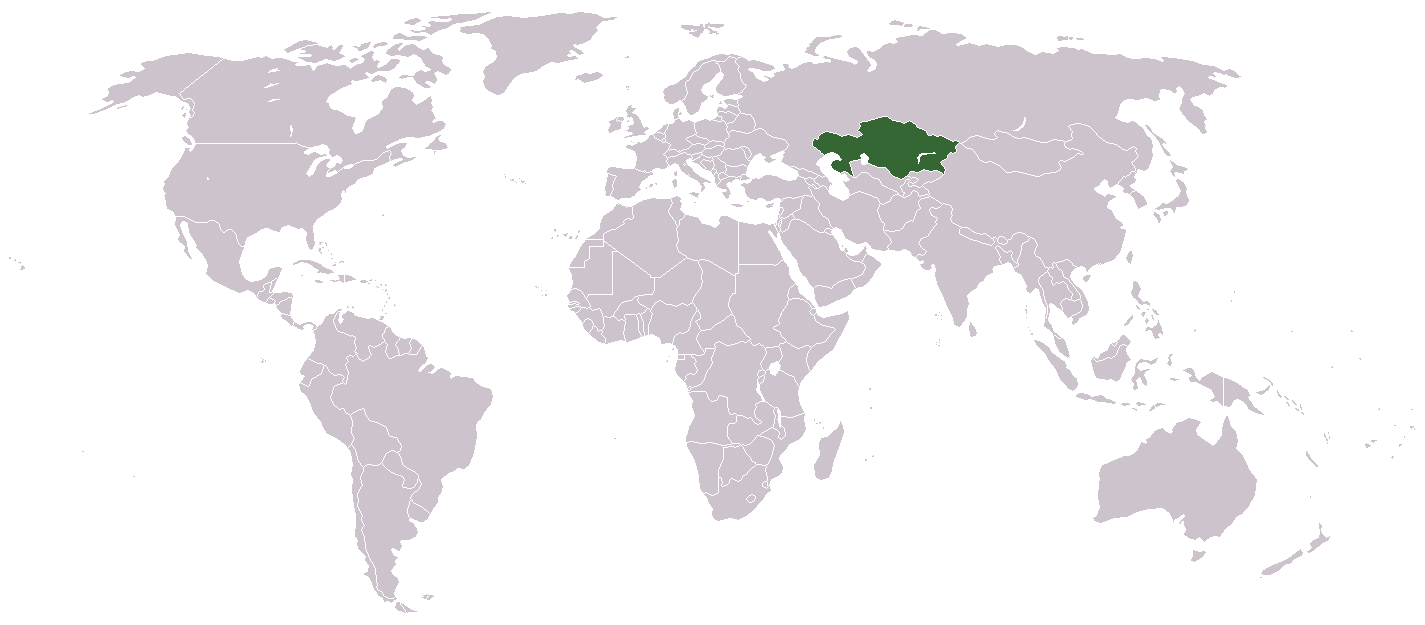
Kazachstán v roce 2009

- Kasym-Žomart Kemeluly Tokajev (1953) – prezident a vrchní velitel ozbrojených sil

## Súdánská republika(جمهورية السودان) – do roku 2011
- 2 505 810 km²
- 40 187 486 obyvatel (2005)

Súdán v roce 2009

- Abdal Fattáh Burhán (1944) – prezident

## Alžírská demokratická a lidová republika(الجمهورية الجزائرية الديمقراطية الشعبية)
- 2 381 741 km²
- 33 769 668 obyvatel (2011)

Alžírsko v roce 2013

- Abdal Madžíd Tabbúni (1945) – prezident a vrchní velitel ozbrojených sil

## Demokratická republika Kongo(République démocratique du Congo)
- 2 345 410 km²
- 68 692 542 obyvatel (2009)

Demokratická republika Kongo

- Félix Tshisekedi (1963) – prezident

## Saúdskoarabské království(المملكة العربية السعودية)
- 2 149 690 km²
- 26 680 000 obyvatel (2011)

Saúdská Arábie

- Salmán bin Abd al-Azíz (1935) – král, předseda vlády v Radě ministrů a velitel Národní gardy

## Incká říše(Tahuantinsuyo)
- cca. 1 900 000 km² (1527)
- 20 000 000 obyvatel (1517)

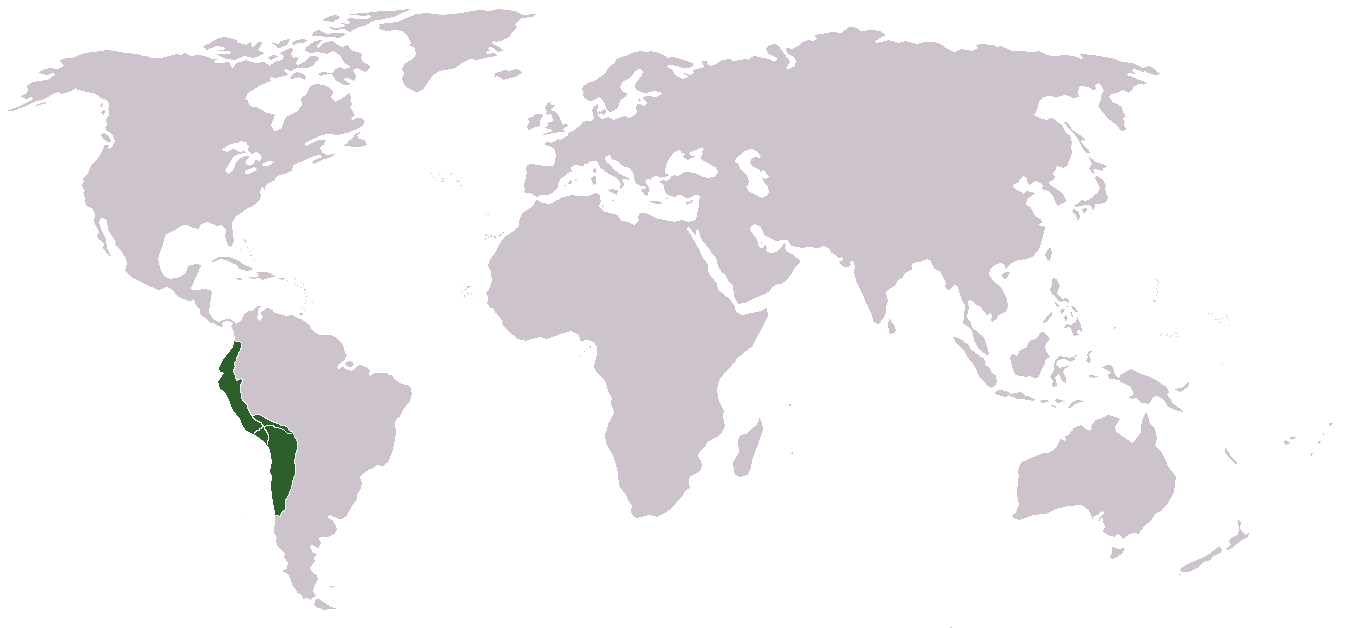
Incká říše v letech 1438–1533

- Auqui Huallpa Túpac (? – 1533) – inka

## Asyrská říšeaNovoasyrská říše(ܐ ܫ ܘ ܪ)

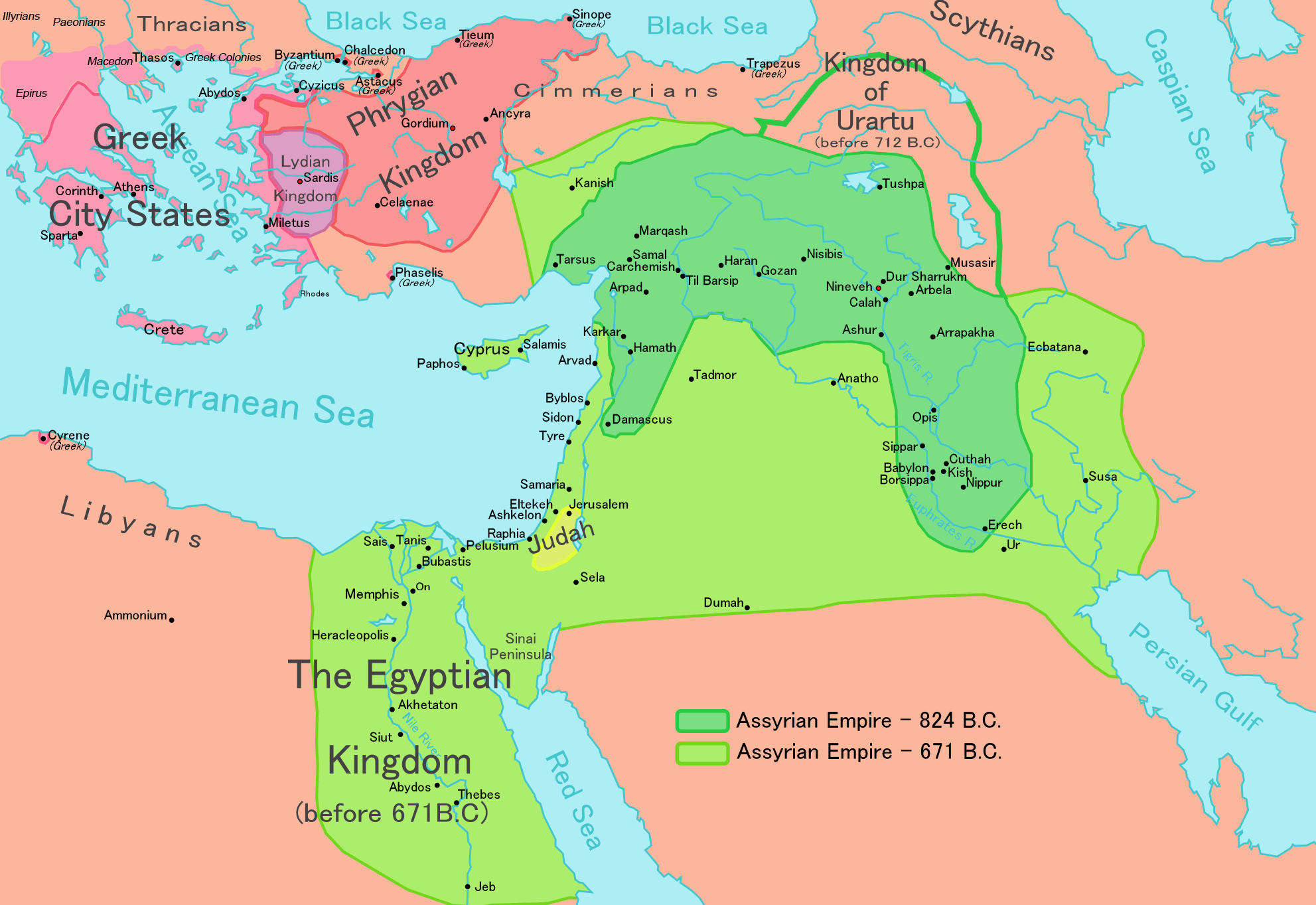
Asyrská říše v letech 824 př. n. l. a 671 př. n. l.

- cca. 1 400 000 km² (671 př. n. l.)
- Aššur-ahhe-iddina (681 př. n. l. – 669 př. n. l.) – král

## Egyptská říše()

Egyptská říše v roce 1450 př. n. l.

- cca. 1 000 000 km² (1500 př. n. l.)
- Thutmose III. (1479 př. n. l. – 1425 př. n. l.) – nisut-bitej